# Konarzewo (powiat poznański)
Konarzewo (niem. Konradsfeld) – wieś w Polsce należąca do województwa wielkopolskiego, w powiecie poznańskim, w gminie Dopiewo, Położona 15 km na południowy zachód od Poznania, przy drodze ekspresowej S5 łączącej Poznań z Wrocławiem, w bezpośrednim sąsiedztwie węzła Konarzewo. Liczba mieszkańców na dzień 31 marca 2307 zameldowanych na stałe wynosi 2025.
Nazwa wsi pochodzi od słowa 'koniarz'.

## Położenie
Wieś położona w otulinie Wielkopolskiego Parku Narodowego, 5 km na południowy zachód znajduje się obszar ochrony ścisłej Trzcielińskie Bagno. Na północnym krańcu miejscowości przebiega autostrada A2 Berlin – Poznań – Warszawa. Dla jadących autostradą A2 w kierunku Poznania w pobliżu miejscowości znajduje się Miejsce Obsługi Podróżnych Konarzewo.

## Części wsi
| SIMC    | Nazwa  | Rodzaj    |
| ------- | ------ | --------- |
| 0582835 | Glinki | część wsi |

## Historia
Miejscowość pierwotnie była związana z Wielkopolską. Istnieje co najmniej od drugiej połowy XIV wieku i ma średniowieczną metrykę. Po raz pierwszy odnotowana została w łacińskim dokumencie z 1386 jako "Conarzewo", 1388 "Konarzewo", 1391 "Conarzevo", 1411 błędnie "Cowarzewo, Gowarzewo", 1416 "Bonarzewo", 1423 "Maior Konarzewo", 1426 "Maior Conarzewo".
Miejscowość była początkowo własnością szlachecką należącą do lokalnej szlachty wielkopolskiej z rodu Konarzewsk, którzy od nazwy wsi przyjęli odmiejscowe nazwisko. W 1435 wieś leżała w powiecie kościańskim województwa poznańskiego w Koronie Królestwa Polskiego. Od 1391 wieś była siedzibą własnej parafii, a w 1510 należała do dekanatu Stęszew.
Pierwszy historyczny zapis związany ze wsią pochodzi z 1386 i odnotowuje Hankę dziedziczkę w Konarzewie, która toczy proces z Mikołajem synem Frącka. W 1386 toczyła kolejny proces z klerykiem Januszem synem Frącka zwanego Żbik (org "Stbik") o 12 grzywien, o które pozwał ją zmarły brat Janusza. Hanka stanęła w sądzie i wygrała proces o część dziedziny Konarzewo, o którą była pozwana. W 1401 uzyskała ona część dziedziny w Sobocie. 1405 uzyskała od swego syna Wojciecha Żbika zobowiązanie, że nie będzie jej przeszkadzał w korzystaniu z oprawy w Konarzewie. W 1405 Hanka toczyła proces ze swym synem Wojciechem Żbikiem o 60 grzywien. W 1412 wraz z siostrami Małgorzatą z Gaju oraz Dorotą z Krzyszkowa toczyły proces z Borkiem synem Andrzeja Gryżyńskiego, który nie chciał odpowiadać bez udziału Tomisławy córki brata wspomnianych sióstr oraz ich siostry Katarzyny z Jurkowa.
W latach 1388-1403 jako właściciel we wsi odnotowany został Mikołaj Owieczka lub Owca z Konarzewa, który od nazwy wsi nosił nazwisko Konarzewski. W 1391 rezydował w Konarzewie i trzymał w zastawie za 15 grzywien część Trzcielina. W 1399 toczył on proces z Wincentym Trzcielińskim. W 1402 Mikołaj zapisał wikariuszom katedry poznańskiej czynsz w wysokości jednej grzywny od sumy głównej 5 grzywien na dobrach Konarzewo.
W latach 1391-1402 właścicielem we wsi był Jasiek z Konarzewa Konarzewski. W 1394 odnotowano, że toczył proces z Więcławem kmieciem z Łodzi, który miał mu uczynić „uprawiznę”. W 1394 zanotowano kolejny proces z Dobiesławem z Trzcielina o Gorszewice.
Dokumenty historyczne odnotowały także zwykłych mieszkańców wsi. W 1418 wspomniano proces sądowy Mikołaja kmiecia z Konarzewa z Jakubem wikarym w Konarzewie. Mikołaj stawił w nim na świadków konarzewskich kmieci Pawła i Mikołaja. W 1418 wspomniano Andrzeja kmiecia konarzewskiego. W 1453 wspomniany został włodarz Michał oraz ławnicy Paweł i Maciej z Konarzewa. W 1460 odnotowany został włodarz Paweł i ławnik Jakub Szyrza. W 1464 Agnieszka z Konarzewa toczyła proces z Łukaszem synem włodarza z Zegrza i zeznała, że przed rokiem w domu balwierza Mikołaja na ul. Wielkiej w Poznaniu została przez tegoż Łukasza pojęta za żonę, po czym współżyła z nim i poczęła dziecko. Domagała się od Łukasza albo zawarcia ślubu w obliczu Kościoła albo wypłacenia 10 grzywien. W 1499 wspomniano kmieci konarzewskich Wojciecha i Pawła synów Bernarda, a także Piotra Ostraka i Jakuba.
W 1537 Andrzej Konarzewski dał w dożywocie swojej żonie Dorocie córce zmarłego Jana Sławskiego miasto Bytyń, wieś Konarzewo części wsi Witkowice i Gorgoszewo, a także opustoszałą wieś Bądowo i część we wsi Roszczki (Rościegniewice). W 1550 Andrzej wraz z Anną wdową po Janie Chomięckim z Chomęcic odnotowani zostali jako opiekunowe dzieci tegoż Jana przy okazji prezentacji kandydata na plebana we wsi. W 1556 Andrzej Konarzewski dziedzic bytyński, Stanisław Kunowski, Katarzyna Kunowska i Ezechiel Wargowski byli patronami kościoła parafialnego w Bytyniu. W latach 1577-1580 jako właścicielkę we wsi odnotowano Dorotę Konarzewską.
W 1591 Stanisław i Andrzej bracia synowie zmarłego Piotra Konarzewskiego podzielili między siebie dobra po ojcu. Stanisław otrzymał miasto Bytyń, części wsi Roszczki zwanej Rościegniewice, Witkowice, połowę Gorgoszewa i całe Bądowo oraz opustoszały Jarzębiec. Andrzej natomiast otrzymał Konarzewo. Umowa zawarta została pod karą umowną 2000 florenów.
Miejscowość odnotowały również historyczne rejestry podatkowe. W 1499 wieś zalegała z podatkami. W 1508 Konarzewo zapłaciło podatki od 15 łanów, od karczmy jeden wiardunek. Z jednego młyna zbożowego nie zapłacono, a z młyna dorocznego opłacono jeden wiardunek. Podatki ściągnięto także z wiatraka. W 1509 pobrano podatki od młyna, 16 łanów oraz 6 groszy od karczmy. W 1510 miał miejsce pobór od 17 łanów. W 1563 pobrano podatki od 7 łanów, karczmy i kowala. W 1577 pobór zapłaciła Dorota Konarzewska. W 1580 od 4 łanów, 4 zagrodników, 1/4 łana roli zapłaciła również szlachcianka Dorota Konarzewska.
Wieś szlachecka położona była w 1580 w powiecie poznańskim województwa poznańskiego w Rzeczypospolitej Obojga Narodów. Prawdopodobnie już w XII w. wzniesiono tu kościół pw. św. Marcina. Do końca XVI w. właścicielami Konarzewa był ród Konarzewskich. Ostatnim dziedzicem był ksiądz Andrzej Konarzewski, od którego dobra te kupił Jan Wilczyński, by następnie sprzedać je w 1612 za 10 tys. złp. Pawłowi Ostaszewskiemu herbu Ostoja, synowi Mikołaja z Ostaszewa Wielkiego. Paweł Ostaszewski żeniąc się w roku 1613 z Barbarą Piegłowską, córką Mikołaja, cześnika królewskiego, przed ślubem oprawił jej na połowie Konarzewa 2500 zł posagu. Nie żył już w roku 1645, a jego synowie sprzedali wieś rodzinie Radomickich.
Wskutek II rozbioru Polski w 1793, miejscowość przeszła pod władanie Prus i jak cała Wielkopolska znalazła się w zaborze pruskim.
W latach 1954–1961 wieś należała i była siedzibą władz gromady Konarzewo, po jej zniesieniu w gromadzie Dopiewo. W latach 1975–1998 miejscowość należała administracyjnie do województwa poznańskiego.
Urodził się tu Stanisław Wolnowski (ur. 5 listopada 1893, zm. w kwietniu 1940 w Charkowie) – kapitan piechoty Wojska Polskiego, kawaler Orderu Virtuti Militari, ofiara zbrodni katyńskiej.
W majątku, w Konarzewie w 1934 roku, urodziła się Urszula Czartoryska krytyczka, kuratorka wystaw, w tym światowych, nazywana Wielką Damą Polskiej Fotografii.

## Zabytki
- barokowy pałac z końca XVII wieku – 11 lipca 2023 miał tu miejsce pożar, w wyniku którego doszczętnie spłonął dach budowli[13]
- późnogotycki kościół parafialny konsekrowany w 1636 r. wybudowany na miejscu wcześniejszego kościoła drewnianego z XII w.
- figura św. Jana Niepomucena
- grób ks. Jana Laskowskiego.

## Sport
W miejscowości funkcjonuje klub sportowy Orkan Konarzewo, założony w 1949 roku.